# Bashing (film)
Pour les articles homonymes, voir bashing (homonymie).
Pour plus de détails, voir Fiche technique et Distribution.
Bashing (バッシング) est un drame japonais réalisé par Masahiro Kobayashi, sorti en 2005.

## Synopsis
Yuko Takai, otage en Irak, rentre au Japon après avoir été libérée. Mais six mois plus tard, son retour tourne au calvaire. Il semblerait que toute la société japonaise se soit liguée contre elle après avoir été embarrassée et consternée par l'attention internationale dont Yuko a été l'objet. Celle-ci est, chaque jour, victime d'un « bashing », dans la rue, par des coups de fil anonymes, et même par des violences physiques. Licenciée de son travail, son isolement ne fait que grandir en même temps que son désespoir. Après avoir perdu son père, son unique soutien, l'idée de l'impensable commence à se faire jour en elle : retourner dans le seul endroit où l'expression sur le visage des gens n'est ni froide ni dure, le seul endroit où elle se soit jamais sentie nécessaire. Alors qu'elle achète des friandises japonaises pour les enfants irakiens, elle se laisse aller à un petit sourire secret.

## Fiche technique
- Titre : Bashing
- Titre original : バッシング
- Réalisation : Masahiro Kobayashi
- Scénario : Masahiro Kobayashi
- Production : Masahiro Kobayashi et Naoko Okamura
- Société de production : Monkey Town Productions
- Musique : Hiroshi Hayashi
- Photographie : Kōichi Saitō
- Montage : Naoki Kaneko
- Pays d'origine :  Japon
- Langue : japonais
- Format : Couleurs - 1,66:1 - Mono - 35 mm
- Genre : Drame
- Durée : 82 minutes
- Dates de sortie :  
  -  France : 12 mai 2005 (Festival de Cannes) / 14 juin 2006 (sortie nationale)
  -  Japon : 20 novembre 2005

## Distribution
- Fusako Urabe : Yuko Takai
- Takayuki Katō : Koibito
- Ryūzō Tanaka : Koji Takai, le père de Yuko
- Nene Ōtsuka : Noriko Takai, la belle-mère de Yuko
- Kikujiro Honda : le patron du père
- Teruyuki Kagawa : Hôtel-shihainin

## Autour du film
- Présenté en Compétition Officielle au 58e Festival de Cannes (2005), c'est la quatrième fois que le cinéaste y présente un film. En 1999 il avait déjà présenté Bootleg Film dans la section « Un certain regard », suivi l'année suivante de Koroshi, en section parallèle. Et enfin, Aruku-Hito en 2001, de nouveau dans la section « Un certain regard ».

## Récompenses
- Festival de Cannes 2005 : sélection officielle, en compétition
- Festival international du film d'histoire de Pessac : IIe prix du film d'Histoire